# Ismail Ould Cheikh Ahmed
Ismail Ould Cheikh Ahmed (né le 9 novembre 1960 à Nouakchott), est un diplomate et homme politique mauritanien, ministre des Affaires étrangères de 2018 à 2022.
Il a été précédemment envoyé spécial des Nations unies au Yémen de 2015 à 2018.